# Новотроицк (Новотроицкий сельсовет)
Новотро́ицк — село в Татарском районе Новосибирской области. Административный центр Новотроицкого сельсовета.

## География
Площадь села — 157 гектаров.

## Население
| 2002 | 2007 | 2010 |
| ---- | ---- | ---- |
| 328  | ↗342 | ↘286 |

## Инфраструктура
В селе по данным на 2007 год функционируют 1 учреждение здравоохранения и 1 учреждение образования.